# Київський славістичний університет
Київський славістичний університет (КСУ) — недержавний (приватний) вищий навчальний заклад України IV рівня акредитації був заснований в 1993 році при Академії наук як навчальний заклад Київський інститут «Слов'янський університет». Рішенням Державної інспекції навчальних закладів України та Державної акредитаційної комісії (ДАК) Міністерства освіти і науки за результатами перевірок позбавила університет ліцензії на здійснення освітньої діяльності.

## Історія
Заснований 9 листопада 1993 р. у приміщенні Президії Національної академії наук України відбулися установчі збори учасників-засновників громадської організації Київський славістичний університет. Колективними членами організації стали: Національної академії наук України, Український державний педагогічний університет ім. М. Драгоманова, Українська фондова біржа, Комітет молоді Київської держадміністрації, Головне управління геодезії, картографії та кадастру при Кабінеті Міністрів України, Федерація профспілок України, Московське відділення Промінвестбанку України, Київський топографічний та Київський геологорозвідувальний технікуми, науково-виробниче підприємство "ТЕАП" та багато інших громадських і комерційних організацій.
25 листопада 1993 р. В Управлінні юстиції у місті Києві відбувся акт державної реєстрації Київського славістичного університету (дата офіційного заснування).
Метою діяльності університету була підготовка висококваліфікованих фахівців за широким спектром напрямів та спеціальностей та проведення наукових досліджень з слов'янознавчої проблематики.
30 грудня 1993 р. Урочисте відкриття Київського славістичного університету в Московському районі м. Києва. Вуз освятив архімандрит Серафим. Першу лекцію для слухачів факультету довузівської підготовки та старшокласників київських шкіл прочитав Надзвичайний та Повноважний Посол Словаччини в Україні Роберт Гаренчар.
У 2001 році створено Чернігівський навчально-консультативний центр Київського славістичного університету на підставі наказу Президента Київського славістичного університету проф. Алексєєва Ю. М. «Про створення навчально-консультативного центру в м. Чернігів» від 27 червня 2002 р. за № 84. Рішенням загальних зборів акціонерів вищого навчального закладу «Київський славістичний університет» (ЗАТ) від 16 липня 2003 року і наказом Президента КСУ № 166/1 від 28 серпня 2003 року Чернігівський навчально-консультативний центр реорганізовано в Чернігівську філію КСУ, яка ліцензована рішенням ДАК 21 жовтня 2003 року, протокол № 47. Філія створена як навчальний відокремлений структурний підрозділ Київського славістичного університету.
У 2004 році університеті постановою ВАК України відкрито спеціалізовану Вчену раду із захисту кандидатських дисертацій за спеціальностями “всесвітня історія” та “історіософія”.
У найкращі роки роботи вишу навчання студентів проводилося головно за славістичним напрямком. За одинадцять років своєї діяльності університет став одним із провідних вищих навчальних закладів України. Це був перший і єдиний в Україні університет славістичного напряму, який, за словами колишнього Міністра освіти та науки України В.Кременя, перетворювався «на центр дослідження історії, культури слов'янських народів, зміцнення міжнародних культурних та економічних зв'язків України, набуваючи державного значення». Підготовка фахівців здійснювалася за 8 напрямами та 13 спеціальностями. У виші та його філіях навчалося близько 16 тис. студентів, у тому числі понад 500 іноземців. Рішенням Державної акредитаційної комісії від 23 грудня 2003 року (протокол № 48) Київський славістичний університет був визнаний кредитованим за IV рівнем в цілому. КСУ відкрито аспірантуру (2000 р.) та магістратуру (2002 р.).
Головними навчально-науковими підрозділами університету в період його розквіту виступали інститути та філії.
У 2012 році з'явилася перша інформація про закриття університету та низку проблем у його діяльності. В університеті з 30 ліцензій анульовано лише 3 ліцензії за спеціальностями: фінанси і кредит, облік та аудит, а також менеджмент. За іншими спеціальностями ліцензії залишаються чинними. Ліцензії за цими трьома спеціальностями також анульовано і у філіях (університету).
Київський славістичний університет був розташований за адресою вулиця Анрі Барбюса, 9 (нині вул. Василя Тютюнника). Ректор заявив про рейдерське захоплення навчального закладу та зазіхання на землю університету.
17 листопада 2015 року під головуванням Міністра освіти і науки України Сергія Квіта відбулося чергове засідання Акредитаційної комісії. Анульовано ліцензії для Чернігівської філії Приватного вищого навчального закладу «Рівненський інститут слов’янознавства Київського славістичного університету».
У 2019 році за рейтингами університетів навчальний заклад посів 150 місце.
З 2021 року вважається ліквідованим Рівненський інститут слов'янознавства. Рівненський інститут слов’янознавства пропрацював близько 20 років. Власниками вишу, за даними держреєстру, є ЗАТ «Київський славістичний університет», ректор РДГУ Руслан Постоловський, віце-прем’єр-міністр України у 1997-1998 роках та історик Валерій Смолій, історик Юрій Алексєєв, економіст Валентин Оскольський, киянка Любов Панікарська та директор Інституту археології НАН України Петро Толочко.
У 2022 році за рейтингами університетів навчальний заклад посів 189 місце.
У 2023 році за рейтингами університетів навчальний заклад посів 197 місце, оскільки юридична особа не перебуває в стані ліквідації.

## Структура
- Інститут славістики та міжнародних відносин;
- Інститут економіки та управління;
- Міжрегіональний гуманітарний інститут mgi-ksu.edu.ua;
- Інститут соціальної економіки та муніципального менеджменту;
- Закарпатська філія;
- Чернігівська філія;
- Кримський НКЦ;
- Південнослов'янський інститут у м. Миколаєві

;
- Рівненський інститут слов'янознавства.

## Напрями і спеціальності
На піку його функціонування у Київському славістичному університеті здійснювалася підготовка студентів за такими напрямами:
- Історія;
- Історія та англійська мова і література;
- Облік і аудит;
- Міжнародна інформація;
- Маркетинг;
- Фінанси;
- Філологія;
- Міжнародні відносини;
- Економіка підприємства;
- Психологія;
- Психологія та іноземна мова;
- Країнознавство;
- Менеджмент організацій;
- Туризм;
- Адміністративний менеджмент;
- Журналістика;
- Управління навчальним закладом.